# Anneila Sargent
Anneila Isabel Sargent (née Anneila Cassells, 1942, Kirkcaldy) est une astronome écossaise-américaine spécialisée dans la formation des étoiles.

## Biographie
Sargent grandit à Burntisland, Fife, et est scolarisé à l'école primaire Burntisland et à l'école secondaire Kirkcaldy. Elle obtient un baccalauréat spécialisé en physique à l'Université d'Édimbourg en 1963, puis émigré aux États-Unis, étudiant d'abord à l'Université de Californie à Berkeley, puis à partir de 1967 au California Institute of Technology, où elle obtient son doctorat. Elle est professeur d'astronomie Ira S. Bowen à Caltech et directrice de l'observatoire radio d'Owens Valley et du réseau combiné pour la recherche en astronomie à ondes millimétriques. Elle est présidente de l'Union américaine d'astronomie de 2000 à 2002, continuant à siéger au conseil depuis,. Sargent est vice-présidente des affaires étudiantes à Caltech de 2007 à 2016.
Sargent est nommée en 2011 par le président Obama pour un mandat de six ans au sein du National Science Board. Elle siège à des comités tels que le comité du CNRC pour l'astronomie et l'astrophysique, le comité consultatif des sciences mathématiques et physiques de la Fondation nationale pour la science et, en 1995/6, préside le comité de visite de l'Observatoire national de radioastronomie. Elle est présidente du comité consultatif sur les sciences spatiales de la NASA depuis 1994. Elle est également directrice du Combined Array for Research in Millimeterwave Astronomy (CARMA).
Sargent remporte à la fois la NASA Public Service Medal et le Caltech Woman of the Year Award en 1998. L'astéroïde 18244 Anneila est nommé en son honneur. L'Université d'Édimbourg la nomme diplômée de l'année en 2002 et lui décerne un doctorat honorifique en sciences en 2008 . Sargent est élue membre honoraire de la Royal Society of Edinburgh en 2017.
Elle est élue Legacy Fellow de l'Union américaine d'astronomie en 2020. Elle est élue à l'Académie nationale des sciences en 2021.
Elle est mariée à l'astronome Wallace Sargent.